# Henrique da Escócia
Henrique (1114 – 12 de junho de 1152) foi Príncipe da Escócia, Conde de Nortúmbria e Huntingdon e herdeiro do trono escocês.
Ele era o único filho do rei David I da Escócia e Matilde, Condessa de Huntingdon. Ele foi nomedo em homenagem a Henrique I de Inglaterra, que havia se casado com sua tia Edite. Henrique teve sete filhos com sua esposa Ada de Warenne, três dois quais homens, com dois deles eventualmente se tornando reis da Escócia.
Seu filho mais velho se tornou o rei Malcolm IV em 1153, um anos após sua morte. Seu segundo filho se tornou rei  em 1165 depois da morte do irmão, tornando-se Guilherme I. Seu terceirou filho herdou o título de Vonde de Huntingdon.